# Lactoylglutathion lyase
La lactoylglutathion lyase, ou glyoxalase I, est une lyase qui catalyse la réaction :
(R)-S-lactoylglutathion  {\displaystyle \rightleftharpoons }  glutathion + méthylglyoxal.
Cette enzyme fait partie du système glyoxalase, composé de deux enzymes cytosoliques permettant la détoxication du méthylglyoxal, un sous-produit naturel du métabolisme cependant très toxique en raison de sa forte réactivité avec les protéines, les acides nucléiques et d'autres constituants cellulaires. La seconde enzyme, l'hydroxyacylglutathion hydrolase, libère du D-lactate à partir de l'intermédiaire produit par la première réaction. Ces deux enzymes ont la particularité d'utiliser le glutathion pour former un adduit (R)-S-lactoylglutathion et non pas comme cofacteur d'oxydoréduction.
L'aldose réductase peut également détoxiquer le méthylglyoxal, mais le système glyoxalase est plus efficace.
La lactoylglutathion lyase est une cible privilégiée pour le développement de médicaments antiparasitaires et anticancéreux.